# Liolaemus walkeri
Liolaemus walkeri este o specie de șopârle din genul Liolaemus, familia Tropiduridae, descrisă de Shreve 1938. Conform Catalogue of Life specia Liolaemus walkeri nu are subspecii cunoscute.